# Jürgen Freers
Jürgen Freers (* 5. April 1944) ist ein deutscher Arzt, der in sehr unterschiedlichen medizinischen Bereichen tätig war.

## Leben
Nach dem Abitur an der Schillerschule in Hannover, Medizin-Studium an der Ludwig Maximilians-Universität in München, Medizinalassistentenzeit 1971/72 und Facharztausbildung in Innerer Medizin im Krankenhaus Am Urban in Berlin-Kreuzberg, führte er eine experimentelle Promotionsarbeit über damals neuartige Notfall-Herzschrittmachersonden bei Wolfgang Dissmann (Freie Universität Berlin und Krankenhaus Am Urban) durch.
Kurze Studienaufenthalte in Brasilien weckten das Interesse an Tropenkrankheiten und an humanitärer Arbeit. 1982 Ausbildung am Tropeninstitut Hamburg und Ausreise ins bürgerkriegsgeplagte Uganda, wo er (1982–1984) als Volontär im Rahmen des Komitees der Deutschen Notärzte (Kap Anamur) versuchte, die Gesundheitsversorgung in der nördlichen West Nile Provinz (Maracha Hospital, Kuluva Hospital und Aifero Dispensary im grenznahen Zaire) aufrechtzuerhalten. Ohne Überweisungsmöglichkeit an Fachabteilungen mussten in diesen Landkrankenhäusern alle medizinischen Herausforderungen angenommen werden.
Zusammentreffen mit internistischen Kollegen von der Makerere-Universität in Kampala und – wegen massiver bürgerkriegsbedingter Personalknappheit am Department für Innere Medizin – Einladung als External Examiner, gefolgt von einem Stellenangebot der Makerere-Universität. Annahme dieses Angebots nach 1½-jähriger Tätigkeit in eigener Allgemeinpraxis in Hannover (1984–1986). Forschung, Lehre und Patientenversorgung an der damals maroden Makerere-Universität (inzwischen eine der führenden Universitäten Afrikas) in den Positionen Lecturer, Senior Lecturer und Professor. Ab 1999 Abteilungsleiter für Innere Medizin.
Als Gründungsmitglied der ersten AIDS-Klinik in Kampala (ISS Clini 1986) wurde er seit 1990 zu zahlreichen Einsätzen als Berater von der Weltgesundheitsorganisation (WHO) angefordert. Für das „Global Program on AIDS“, später UNAIDS, Kurzzeiteinsätze in Äthiopien, Gambia, Pakistan, Ägypten, Tunesien, Zypern, Lesotho, Sambia, Swasiland, Mosambik, Simbabwe und Botswana. Zwei Jahre hauptamtliche Tätigkeit für die WHO bei dem ersten öffentlich geförderten HIV-Therapieprojekt Afrikas in Botswana (2002–2003).
2004 Rückkehr an die Makerere-Universität und Aufbau der neuen kardiologischen Abteilung als deren Leiter.
Er ist verheiratet und hat drei Töchter.

## Forschungsschwerpunkte
Seine Forschungsschwerpunkte liegen auf den Gebieten der Endo-Myocard-Fibrose (EMF) (einer chronischen Herzerkrankung), HIV/AIDS und nunmehr – einer Notwendigkeit folgend – auch Herzerkrankungen infolge von Luftverschmutzung.
Jürgen Freers war von 1990 bis 2012 Vertrauensarzt der Deutschen Botschaft in Kampala. Er war Präsident der „Association of Physicians of Uganda“ und „Uganda Heart Association“.

## Auszeichnungen
- 1999: Auszeichnung mit dem „Order of Meritorious Service“ des ugandischen Gesundheitsministeriums / Mulago Hospital
- 2008: in Uganda „Physician of the Year“
- 2010:  Verdienstkreuz 1. Klasse des Verdienstordens der Bundesrepublik Deutschland[3]